# Lijst van roeiers
Dit is de lijst van voornaamste internationale roeiers

## A
Pepijn Aardewijn -
Karin Abma -
Joost Adema -
Olaf van Andel -
Pieter van Andel -
Tessa Appeldoorn -
Rutger Arisz

## B
Robert Baetens -
Peter Bakker -
Robert Bakker -
Michiel Bartman -
Carin ter Beek -
Teun Beijnen -
Claudia Belderbos -
Jack Beresford -
Han van den Berg -
Tjapko van Bergen -
Jaap Beije -
Ben Binnendijk -
Robbert Blaisse -
Rogier Blink -
Piet Bon -
Simon Bon -
Hette Borrias -
Jan Just Bos -
Huibert Boumeester -
Jacob Brandsma -
Jo Brandsma -
François Brandt -
Annelies Bredael -
Herman Brockmann -
Johan Burk -
Bert Bushnell

## C
Hans Caro -
Sipke Castelein -
Chun Wei Cheung -
Geert Cirkel -
Denise Coeckelenbergh -
Jos Compaan -
Kai Compagner -
Lynda Cornet -
Han Cox -
Ted Cremer -
Dirk Crois -
Bernardus Croon

## D
Annick De Decker -
Rita Defauw -
Guy Defraigne -
Femke Dekker -
Han Dekker -
Louis Dekker -
Hurnet Dekkers -
Pierre-Marie Deloof -
Geert-Jan Derksen -
Joke Dierdorp -
Johannes van Dijk -
Maarten van Dis -
Pieta van Dishoeck -
Guus van Ditzhuyzen -
Ansco Dokkum -
Ineke Donkervoort -
Paul Drewes -
Meike van Driel -
Cornelis Dusseldorp -
Jeroen Duyster

## E
Cornelis Eecen -
Herman van den Eerenbeemt -
Gerritjan Eggenkamp -
Frits Eijken -
Irene Eijs -
Mark Emke -
Gee van Enst -
Marit van Eupen

## F
Antony Fennema -
Daan Ferman -
Ronald Florijn -
Lucia Focque -
Ton Fontani -
Dirk Fortuin

## G
Jan-Willem Gabriëls -
Amy Gillett -
Frans Göbel -
Marshall Godschalk -
Bobbie van de Graaf -
Freek van de Graaff -
Jan van de Graaff -
Ans Gravesteijn -
Steven van Groningen -
Wim Grothuis -
Bert Gunther

## H
Annemiek de Haan -
Sietze Haarsma -
Koos de Haas -
Johannes Haasnoot -
Ann Haesebrouck -
Joleen Hakker -
Sjoerd Hamburger -
Dick Hamming -
Monica Havelka -
Han Heijenbrock -
Greet Hellemans -
Nicolette Hellemans -
Kaj Hendriks -
Thamar Henneken -
Bernard te Hennepe -
Boudewijn Henny -
Coenraad Hiebendaal -
Sjoerd Hoekstra -
Hermannus Höfte -
Roelof Hommema -
Nienke Hommes -
Willem Hudig -
Jan Huges

## I
Sjors van Iwaarden

## J
Tjallie James -
Barbara de Jong -
Paul de Jong -
Philip Jongeneel

## K
Pertti Karppinen -
Hans Kelderman -
Gijs Kind -
Nienke Kingma -
Helie Klaasse -
Jozef Klaassen -
Roelof Klein -
Meindert Klem -
Maarten Kloosterman -
Marius Klumperbeek -
Michel Knuysen -
Kirsten van der Kolk -
Arthur Koning -
Evelien Koogje -
Frederik Koopman -
Evert Kroes -
Henri Eli Kruyt -
David Kuiper -
Carl Kuntze -
Maria Kusters-ten Beitel

## L
Jan van Laarhoven -
Martin Lauriks -
Ruurd Leegstra -
Alain Lewuillon -
Gerard van der Linden -
Maarten van der Linden -
Elisabeta Lipă -
Dirk Lippits -
Joris Loefs -
Geert Lotsij -
Paul Lotsij - 
Robert Lücken

## M
Koos Maasdijk -
Paul Maasland -
Donald MacKenzie -
Tim Maeyens -
Sander van der Marck -
David McGowan -
Henk van der Meer -
Lily Meeuwisse -
Elien Meijer -
Anita Meiland -
Daniël Mensch -
Rob van Mesdag -
Koen Metsemakers -
Rudolf Meurer -
Boaz Meylink -
Adri Middag -
Walter Middelberg -
Frank Moerman -
Herbert Morris -
Lex Mullink -
Ingrid Munneke -
Jannes Munneke

## N
Jürgen Nelis -
Helma Neppérus -
Eeke van Nes -
Hadriaan van Nes -
Tom Neumeier -
Eric Niehe -
Peter van der Noort

## O
Hendrik Offerhaus -
Merijn van Oijen -
Appel Ooiman -
Janus Ooms

## P
Liesbeth Pascal-de Graaff -
Jan Willem Pennink -
Nelleke Penninx -
Marjan Pentenga -
Constant Pieterse -
Bart Poelvoorde -
Piero Poli -
Monique Pronk

## Q
Martijntje Quik

## R
Christophe Raes -
Lex Redelé -
Steve Redgrave -
Jaap Reesink -
Flip Regout -
Véronique Renard -
Ko Rentmeester -
Roline Repelaer van Driel -
Nico Rienks -
Marleen van Rij -
Henk Rijnders -
Rody Rijnders -
Rob Robbers -
Godfried Röell -
Pieter Roelofsen -
Myriam van Rooyen-Steenman -
Willy Rösingh -
Toon de Ruiter -
Annemarieke van Rumpt

## S
Marleen Sanderse -
Victor Scheffers -
Annette Schortinghuis-Poelenije -
Jaap Schouten -
Koos Schouwenaar -
Loes Schutte -
Ruud Sesink Clee -
Liong Siang Sie -
Olivier Siegelaar -
Sarah Siegelaar -
Jean van Silfhout -
Diederik Simon -
Hendrik Smits -
Marlies Smulders -
Ivo Snijders -
Benjamin Spock -
Anne van de Staak -
Niels van Steenis -
Mitchel Steenman -
Jan Steinhauser -
Ype Stelma -
Jaap Stenger -
Herman Suselbeek -
Hein van Suylekom

## T
Helen Tanger -
Johannes Terwogt -
Walter Meijer Timmerman Thijssen -
Oleg Tjoerin -
Gerrit Tromp -
Henricus Tromp

## U
Dirk Uittenbogaard

## V
Wim Van Belleghem -
Jaak Van Driessche -
Iwan Vanier -
Johannes van der Vegte -
Willem van der Vegte -
Polydore Veirman -
Jan op den Velde -
Matthijs Vellenga -
Anneke Venema -
Linde Verbeek -
Jochem Verberne -
Gijs Vermeulen -
Laurien Vermulst -
Mechiel Versluis -
Jeroen Vervoort -
Ronald Vervoort -
Bastiaan Veth -
René Vingerhoet -
Andrea Vissers -
Nienke Vlotman -
Erik Vollebregt -
Sjoerd Vollebregt -
Frits de Voogt -
Liesbeth Vosmaer-de Bruin -
Kees van Vugt

## W
Egbertus Waller -
Henk Wamsteker -
Carel van Wankum -
Froukje Wegman -
Eric Wesdorp -
Nicolette Wessel -
Marieke Westerhof -
Albertus Wielsma -
Jan Wienese -
Arnold Wientjes -
Abe Wiersma -
Peter Wiersum -
Tone Wieten - 
Simon de Wit -
Jissy de Wolf -
Ester Workel - 
Gert Jan van Woudenberg -
Jan-Willem van Woudenberg -
Joseph Wright

## Z
Herman Zaanen -
Marijke Zeekant -
Niels van der Zwan -
Henk-Jan Zwolle